# Porothamnium expansum
Porothamnium expansum là một loài Rêu trong họ Neckeraceae. Loài này được (Taylor) M. Fleisch. miêu tả khoa học đầu tiên năm 1925.